# Křovice (Hobšovice)
Křovice jsou malá vesnice v okrese Kladno, základní sídelní jednotka v rámci místní části Skůry obce Hobšovice. Nachází se asi 1 km severozápadně od Skůr a 2 km ssz. od Hobšovic, necelých 8 km na severovýchod od města Slaného. Významnou část sídla zabírá zemědělský dvůr. Vesničkou procházejí silnice, které ji spojují s Tmání na západě, Hospozínem na severu a Skůrami na východě. Jižně od Křovic protéká Zlonický potok.
Křovice leží v katastrálním území Skůry o výměře 5,02 km².

## Historie
První písemná zmínka o vsi (villa Creuuicz) pochází z roku 1273, kdy se Křovice uvádějí coby majetek Strahovského kláštera v Praze.